# Chironomus fortistylus
Chironomus fortistylus är en tvåvingeart som beskrevs av Chaudhuri, Das och James E. Sublette 1992. Chironomus fortistylus ingår i släktet Chironomus och familjen fjädermyggor.
Artens utbredningsområde är West Bengal (Indien). Inga underarter finns listade i Catalogue of Life.